# Alexander Lippisch
Alexander Martin Lippisch (2 novembre 1894 - 11 février 1976) est un pionnier allemand de l'aérodynamique connu pour ses travaux sur les ailes volantes, les ailes delta et sur les avions à effet de sol. Sa conception la plus célèbre est l'avion fusée Messerschmitt Me 163.
Lippisch est né à Munich, en Allemagne. Son intérêt pour l'aviation a commencé à l'occasion une démonstration de vol d'Orville Wright en septembre 1909, à Tempelhof, près de Berlin. Il projette cependant de suivre les pas de son père et d'entrer à l’Académie royale des Beaux-arts de Berlin quand la Première Guerre mondiale éclate. Pendant son service dans l'armée allemande de 1915 à 1918, Lippisch a la chance de pouvoir voler en tant que photographe et cartographe aérien.
Après la première guerre, Lippisch travaille pendant un moment avec la société Luftschiffbau Zeppelin et c'est à ce moment qu'il s'intéresse au principe de l'avion sans empennage ou aile volante. La première machine de ce genre est le planeur Lippisch-Espenlaub E-2, construit par Gottlob Espenlaub (en). C'est le commencement d'un programme de recherche qui aboutit à une cinquantaine de projets dans les années 1920 et connait une vogue croissante durant les années 1930. Lippisch, grâce à sa réputation, est nommé directeur de la société Rhön-Rossitten Gesellschaft (RRG), un groupe de recherche en matière de planeurs. La recherche sur les avions à moteur est alors interdite aux Allemands par le traité de Versailles.

## Du planeur à l'aile delta
Le travail de Lippisch mène à une série numérotée Storch I à Storch IX entre 1927 et 1933. Celles-ci ne rencontrent malheureusement qu'une indifférence presque totale de la part du gouvernement et de l'industrie privée. Pendant ce temps, l'une des conceptions de Lippisch, l'avion Ente (avion-canard) entre dans l'histoire comme le premier avion à voler grâce à un moteur-fusée. L'expérience acquise avec la série Storch mena Lippisch au cœur de la conception des avions à aile-delta, avec 5 projets simplement numérotés Delta I à Delta V établis entre 1931 et 1939. En 1933, à l'arrivée de Hitler au pouvoir, le RGG est intégré au DFS (Institut allemand de recherche pour le vol à voile) et les Delta IV et V sont respectivement renommés DFS 39 et DFS 40.

## La guerre, le Me 163
Début 1939, le Reichsluftfahrtministerium (RLM) - (ministère de l'Aviation du IIIe Reich) transfère Lippisch et son équipe à l'usine Messerschmitt pour participer à la conception d'un avion de chasse à grande vitesse propulsé par le moteur-fusée en cours de développement par Hellmuth Walter. Ils adaptent rapidement leur projet en cours, le DFS 194, à la puissance des moteurs-fusées. C'est l'ancêtre direct du Messerschmitt Me 163 Komet. Bien que techniquement brillant, le Me 163 Komet ne s'avère pas être une arme très efficace, et les désaccords entre Lippisch et Messerschmitt sont fréquents.
En 1943, Lippisch rejoint l'institut de recherche aéronautique Luftfahrtforschungsanstalt Wien (LFW) de Vienne, pour se concentrer sur les problèmes du vol à haute vitesse. La même année, l'université d'Heidelberg lui décerne un doctorat en mécanique. Les essais en soufflerie en 1939 montrent que l'aile delta est un bon choix pour le vol supersonique. L'équipe de Lippisch conçoivent un avion supersonique à statoréacteur (ramjet), le Lippisch P-13 (en). À la fin de la guerre, le projet n'en est encore qu'au stade de planeur d'essai, le DM-1.

## Recherche aux États-Unis
Comme beaucoup de scientifiques allemands, Lippisch est « accueilli » aux États-Unis après la guerre dans le cadre de l'Opération Paperclip, un certain Enno Hobbing l'escortant. Les progrès faits dans la propulsion à réaction et le niveau des vitesses prévisibles rendent la configuration à aile delta assez prometteuse. 
La société Convair, intéressée par une conception de propulsion hybride alliant turbine à gaz et moteur-fusée, propose le F-92. Afin d'acquérir de l'expérience avec l'aile delta, ils construisent un prototype propulsé par turbine, le 7003, qui devient le premier avion à aile delta à voler. Bien que l'U.S. Air Force ne poursuit pas le projet F-92, l'expérience de Convair dans la conception des ailes delta s'impose dans d'autres projets comme le F-102 Delta Dagger, le F-106 Delta Dart et le B-58 Hustler. 
De 1950 à 1964, Lippisch travaille à la division aéronautique de Collins Radio Company à Cedar Rapids, Iowa ; il travaille sur le concept « Aerodyne », engin à vol vertical (VTOL) et sur des bateaux rapides de sport « Aeroskimmer » dont la portance aérodynamique importante fait entrevoir de nouvelles possibilités.

## L'effet de sol
À partir de 1961, l'idée d'une nouvelle forme de transport maritime rapide débouche sur le concept du vol en effet de sol, concept expérimenté et vérifié par les essais d'un prototype, le X-112 vers 1963. Après des soucis de santé, Lippisch quitte Collins, fonde en 1966 sa propre compagnie de recherches (Lippisch Research Corporation), effectue de nombreux essais en bassin et en soufflerie et propose ses idées au  gouvernement ouest-allemand.  Les prototypes d'hydravions à effet de sol « Flugflächen-Boot » (X-113 en 1970, X-114 en 1977) sont alors construits par Rhein-Flugzeubau sous contrat avec le Ministère Allemand de la Défense.
La configuration mise au point par Lippisch devient un standard et, après quelques années de sommeil, est reprise par Hanno Fischer, avec la série des Airfish, Hoverwing et Flightship. L'Iran a mis en service depuis 2006 la série Bavar-2 de configuration similaire à celle du X-113[réf. nécessaire]. 
Alexander Lippisch, naturalisé américain en 1956, s'est éteint à 82 ans à Cedar Rapids, dans l'Iowa.